# Orde van Saint Cristopher en Nevis

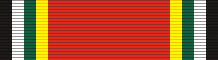
Het lint

Elizabeth II, Koningin van Saint Christopher en Nevis, stelde in 2005 voor haar Koninkrijk Saint Christopher en Nevis een Orde van Saint Cristopher en Nevis (Engels: "Order of St Christopher and Nevis") in.
Men verleent de onderscheiding aan bezoekende staatshoofden en hun vertegenwoordigers voor belangrijke bijdragen ("substantional contributions") aan het welzijn van de eilanden en de dragers mogen, naar Brits voorbeeld, de letters "SCN" achter hun naam dragen.
Het lint is rood met een zwart-wit-groen-gele bies.